# رافاييل فيغيروا
رافاييل فيغيروا (بالإسبانية: Rafael Figueroa)‏ (14 مارس 1983 بتوريون في المكسيك - ) هو لاعب كرة قدم مكسيكي في مركز الدفاع. لعب مع سانتوس لاغونا ونادي جامعة غوادالاخارا.

## وصلات خارجية
- رافاييل فيغيروا على موقع قاعدة بيانات كرة القدم.إي يو (الإنجليزية)
- رافاييل فيغيروا على موقع Soccerway.com (الإنجليزية)